# 高井鴻山
高井 鴻山（たかい こうざん、文化3年3月15日〈1806年5月3日〉- 明治16年〈1883年〉2月6日）は、江戸時代の儒学者、浮世絵師。陽明学の教え「知行合一」の精神で“国利民福”の信条を貫いた。

## 高井家

### 由来
高井家の本姓は市村で、幕府から高井姓を与えられるまでは市村を名乗っていた。家紋は裸木瓜。源氏の末裔とされ、先祖は三河国に居住していたと伝わる。後に信濃国佐久郡市村へ移住し、本姓を自らの居住する村名である市村に改称した。また、室町時代末期頃には市村の名主となった。さらに江戸時代に至り、元和年間に初代当主の市村作左衛門が父の新之亟と共に小布施へ移住した。

### 7代目 市村作左衛門
7代目市村作左衛門は鴻山の祖父にあたる人物。宝暦6年 (1756年) 、作左衛門は東久世家の御用商人を命じられる。その2年後の宝暦8年 (1758年) 、九条家からも御用商人を命じられたため東久世家の御用商人を辞退する。
また作左衛門は松代藩、飯山藩、須坂藩、上田藩、高田藩の御用商人を勤めた。さらに、5藩の中で特に飯山藩は高井家に財政を依存しており、飯山藩では高井家を家老格とし、35人扶持を与えていた。また、幕末に飯山藩は高井家に対し債務7万両を抱えていたという。また、松代藩主が高井家を駕籠で訪れた際、本来駕籠の通行を妨げるため剪定しなければならない松枝を剪定せず、藩主がわざわざ駕籠から降りて徒歩で訪れることを余儀なくされたという記録が存在し、それほどまでに松代藩の財政にも高井家が大きく影響していたことが分かる。 
天明3年 (1783年) 、前年からの凶作による飢饉や浅間山の大噴火により餓死者が急増、暴動や強盗放火が多発していた。そこで中之条代官の守屋彌惣左衛門は、作左衛門を呼び出し千両の貸付を命じ、農民の救済を計画した。しかし作左衛門は代官からの再三の説得にもかかわらず貸付を拒否。代官は大いに作左衛門を叱責した。しかしこれを見ていた代官所の役人が作左衛門を別室に招き、貸付を拒否する理由を聞くと作左衛門は、
「我資産を以て敷千両を貸すは必ずしも難事にあらず。然れども貸したるものは返済の期なかるべからず。而して其返済を求る時は是れ同地方の人々をして再び今日の如き窮状に陥らしむ。余深く之を憂ひて其貸金を欲せざる所以なり。官若し真に人民の窮乏を救恤する意あらば寧ろ余に求むるに全額寄進を以てせよ。然らば余は快く之を献金し以て救済の実をあげん」
と回答し、千両の貸付ではなく全額寄進を申し出た。これを聞いた代官所の役人は大いに感服し、この事を代官に報告すると代官も大いに感服した。そうして作左衛門は幕府に千両を献納し、幕府は作左衛門の功績を称えて作左衛門に高井姓を与え、苗字帯刀御免、宗門改めを免ずることを許した。
しかし、作左衛門は幕府に対し
「平民の家何ぞ帯刀の要あらん。苗字は先祖来の市村にて足る。宗門帳は之を旦那寺に託すれば佳なり」と回答し、恩賞を辞退した。(後に鴻山の時代に改めてその恩賞を受けた。) また、幕府は恩賞の代わりとして作左衛門に来国俊の刀一口を与えた。

## 来歴

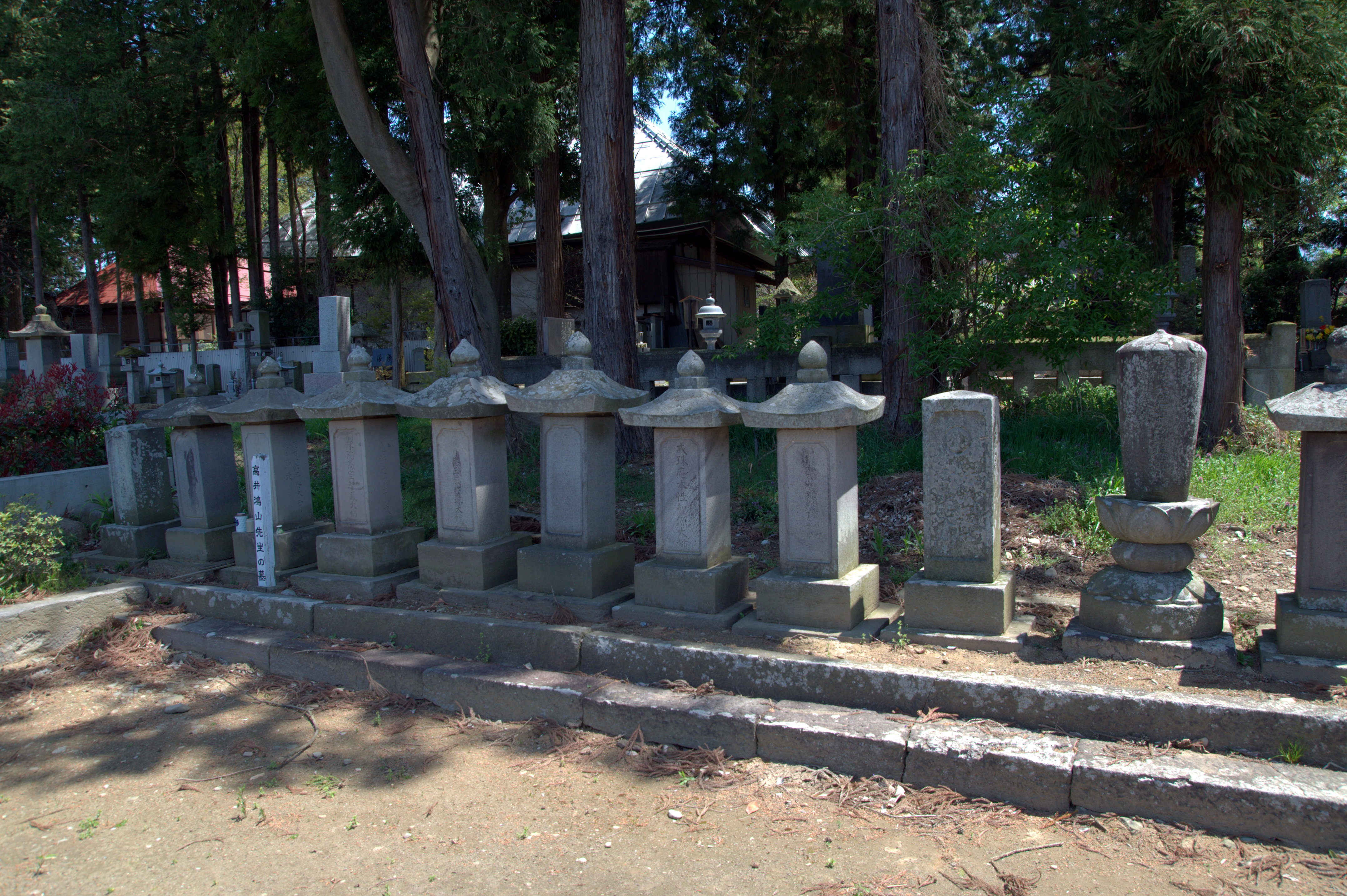
祥雲寺 高井鴻山墓所

葛飾北斎の門人。本姓市村、名は健。俗称三九郎。字は士順。信濃国高井郡小布施村（幕府領・松代藩）の豪農商、高井家十代目の熊太郎（30歳）と母・こと（23歳）の四男として生まれる。
高井家は七代目徳左衛門、八代目作左衛門、九代目長救（ながひら）、十代目熊太郎と代々、営々と酒造業で富を築き上げてきた。この八代目作左衛門が鴻山の祖父で、天明の大飢饉時に倉を開放して、その巨万の富を困窮者の救済に当てた。それが幕府に認められ、高井郡に由来する「高井」の苗字と帯刀を許可された。商売は信州を手始めに江戸、京阪北陸、瀬戸内まで商圏を広げていた。鴻山こと三九郎が生まれた時には、既に長男と次男は死去、三男も僅か9歳で死去していたことにより、高井家後継として周囲から期待されていた。
文政3年（1820年）、鴻山15歳のとき京都へ遊学し、以降16年に亘って書を貫名海屋に、絵画を岸派の岸駒、岸岱親子と浮世絵師の横山上龍に、国学・和歌を本居宣長派の城戸千楯（きど ちたて）に、儒学と漢詩を摩島松南に師事している。その間、文政9年（1826年）に一度小布施に戻り、分家の市村倉之丞の娘かずと結婚した。またこの年、祖父作左衛門が病没した。翌年、妻かずを伴い再び上洛し、漢詩人の梁川星巌に入門、また九条家とも接触する。その後天保4年（1833年）、星巌とともに江戸に移住し、昌平黌の佐藤一斎に朱子学を学ぶ。この時、佐藤一斎門下の佐久間象山や大塩平八郎らとも交流を持ち、鴻山も攘夷論や公武合体論を説いた。さらに蘭学も研鑽した。三年後の天保7年（1836年）に起こった天保の大飢饉に際しては小布施に帰郷し、祖父同様窮民のために倉を開き、これを救済した。
天保11年（1840年）、父熊太郎が病死し鴻山が当主となったが、経営・理財は全く不得意であった。また三十代の頃、上田の活文（かつもん）禅師について禅を学んでおり、葛飾北斎と交遊が始まったのもこの頃であった。そして天保13年（1842年）の秋、北斎83歳のとき初めて小布施の鴻山（時に37歳）のもとを訪れた。このとき鴻山は北斎の卓越した画才を見抜き、自宅に碧漪軒というアトリエを建てて厚遇し、北斎に入門した。北斎はこの時、一年余りも鴻山邸に滞在したという。鴻山は北斎を「先生」と呼び、北斎は、鴻山のことを「旦那様」と呼び合った。そして、弘化5年（1848年）、北斎（89歳）は四度目の小布施来訪時、岩松院の天井絵を完成させている。
その後、文久元年（1861年）には江戸でつくった妾ふじ（20歳）が小布施まで来てしまい、家の中も乱れてしまう。そんな中、妻かずが元治元年（1864年）1月、55歳で没する。その2年後の慶応2年（1866年）には、幕府からの援助要請のままに幕府へ一万両の献金を約束するも、7年延払となる。この年7月、山田温泉へ向かう途中奇禍に遭遇する。翌慶応3年（1867年）には十五代将軍徳川慶喜による大政奉還が行われたことにより、献金の約束も意味を失い、鴻山には借金のみが残ることとなる。さらにこの年、既に文久元年（1861年）に分家していた弟の太三郎も死去してしまう。
明治4年（1871年）になると鴻山は、高井家を息子の辰二に譲り、後妻・ふじ、次男・孝太郎、三男・辰二、兼次郎と別居、その年の秋文部省に出仕となった。翌明治5年（1872年）に67歳で東京府に出仕、私塾の高井学校を開いている。しかし三年後の明治8年（1875年）、遂に家は破産し、明治10年（1877年）秋に高井学校も閉鎖、さらにその翌年、明治11年（1878年）の3月には、小布施の邸宅が大火に遭ってしまう。それでもその翌年の明治12年（1879年）、長野町の旭町に高矣（たかい）義塾を開校する。この頃明治11年（1878年）から明治15年（1882年）にかけて、生活のために村々の神社旗幟を25体、揮毫している。明治13年（1880年）になって軽い中風を患い、徐々に病状は悪化していき、そのまま明治16年（1883年）78歳で死去した。墓所は小布施の祥雲寺にある。法名は耕文院泰賢鴻巣山居士。
絵画については花鳥画や山水画、人物画を得意としていたが、鴻山の作品として特筆すべきは、晩年の北斎の影響が大きい妖怪画の数々である。但し金銭面は弟に任せきりで、金儲けの丁稚仕事には手を出さず、事業家としては無能であり、京や江戸では勉学の傍ら、花柳界で金持ちよ御曹司よと乱痴気騒ぎをし、自ら「放蕩宗」と称して多くの友人を作っていった。
1924年（大正13年）に従五位を遺贈された。

## エピソード

### 鴻山と小栗忠順
慶應2年 (1866年) 、幕府は財政の窮乏から、信濃国各郡の豪農商に幕吏を派遣し献金を要請した。鴻山の下にも幕吏が来訪し、金額を示して献金を要請した。
これに対し鴻山は、「捐金 (献金) の額を限る要なし。予は幕府の恩義に感ずるもの、其の急 (危機) を救うに於いては、全資産を捧ぐるを辞せず」と回答した。
しかしその一方、鴻山は献金を要請する立場にありながら傲慢な態度をとる幕吏に不満を抱いていた。そこで鴻山は、「借金をするものが威張るな」という旨の風刺画を描き、それをその幕吏に見せて大笑いした。
驚いた幕吏は帰って勘定奉行の小栗忠順にこの事を話した。忠順は鴻山の奇特さに興味を示し、鴻山を招いて接見した。接見では時事について論じ、ついに鴻山による1万両の献納を契約するに至った。また、鴻山には1万両献納の功に対して100石の無税地が幕府から与えられた。

## 作品
- 「妖怪図」 絹本着色 高井鴻山記念館所蔵
- 「妖怪図」 紙本着色 高井鴻山記念館所蔵
- 「象と唐人図」 紙本着色四曲屏風 高井鴻山記念館所蔵
- 「もののけ」 紙本着色

## 関連作品
映画
- 『HOKUSAI』（2021年 演：青木崇高）